# Shanklish
Lo shanklish (in arabo شنكليش‎?) è un formaggio mediorientale di latte vaccino o ovino.

## Caratteristiche
Lo Shanklish si presenta in forma sferica, in palle di diametro diverso completamente ricoperte di erbe essiccate.
In Egitto lo si produce a partire da una varietà locale di yogurt.

## Utilizzo
Si serve sgretolato e mescolato con pomodoro a dadini, cipolla tagliata sottile (meglio se fresca) e prezzemolo, condito con olio. Può anche essere usato come ingrediente per insalate ed è apprezzato per il suo sapore pungente e intenso.